# Suctobelbella parapinnata
Suctobelbella parapinnata är en kvalsterart som beskrevs av Sandór Mahunka 1986. Suctobelbella parapinnata ingår i släktet Suctobelbella och familjen Suctobelbidae. Inga underarter finns listade i Catalogue of Life.